# Permafrost

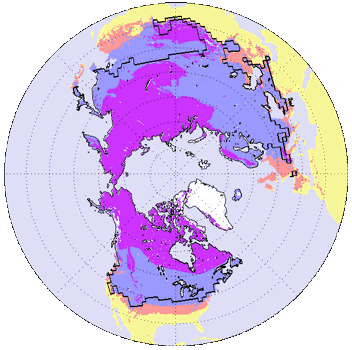
permafrost
tijdens winter bevroren grond (15 dagen of meer per jaar)
de grond is minder dan 15 dagen per jaar bevroren

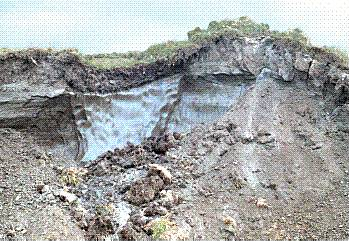
Doorsnede van permafrost met een ijswig net onder het oppervlak.

Permafrost, vanuit het Russisch soms ook merzlota ("bevroren grond") genoemd, is het verschijnsel dat in bepaalde gebieden nabij de polen en in het hooggebergte de ondergrond nooit helemaal ontdooit. Permafrost betekent letterlijk altijd bevroren grond.

## Specificaties
In de geologie wordt voor permafrost de definitie gehanteerd dat de grond meer dan twee opeenvolgende jaren bevroren moet blijven. Permafrost bevindt zich naar schatting onder 20% van de aardse landmassa. De bovenzijde van de permafrost heet permafrost-tafel (meestal ter hoogte van de maximale dooilaag).
's Winters is de grond tot op grote diepte bevroren en 's zomers ontdooit alleen het bovenste laagje, enige decimeters tot enige meters. Het water uit het bovenste laagje kan niet in de bevroren bodem wegzakken, zodat het erg moerassig zal zijn. De laag die wel ontdooit en weer bevriest wordt de actieve laag genoemd. In die actieve laag kunnen planten groeien, in de permafrostlaag niet. De dikte van de actieve laag hangt af van het weer en wisselt met het jaar maar ligt meestal tussen 60 en 360 cm. De dikte van de permafrostlaag kan tientallen meters bedragen (bij Barrow in Alaska is eens meer dan 400 meter gemeten). Behalve op het vasteland komt permafrost ook voor op Antarctische en Arctische eilanden, zoals Bouveteiland.

## Verschijnselen
De combinatie van permanent bevroren onderlaag en periodiek ontdooiende bovenlaag kan leiden tot het ontstaan van ijswiggen, pingo's, palsa's en polygoonbodems.

## Voorkomen van permafrost
Blijvend bevroren pakketten worden onder een vijfde van het landoppervlak van de aarde aangetroffen. Het zijn de gebieden met zeer koude en tevens lange winters, afgewisseld door vrij korte zomers en met een gemiddelde jaartemperatuur van minder dan -2°C (dit laatste doordat de gemiddelde jaartemperatuur van de bodem enige graden hoger is dan die van de lucht). Grote delen van noordoostelijk Azië bezitten in de ondergrond bevroren pakketten, hoewel ze ten zuiden van de -2°C isotherm liggen. Hier ligt de permafrost echter zo diep, dat deze niet in evenwicht is met het huidige klimaat en als fossiel beschouwd moet worden, d.w.z. daterend uit de ijstijd. Lokale condities spelen ook een belangrijke rol bij het al dan niet voorkomen van permafrost. Zo speelt gemiddelde sneeuwbedekking in de winter een belangrijke rol. Sneeuw is een goede isolator van de bodem tegen vorst. Zo zal bij een gemiddelde jaartemperatuur van -4°C toch geen permafrost voorkomen als de gemiddelde sneeuwbedekking meer dan 70 cm is. Daar tegenover staan de plaatsen met zware organische bodems, zoals veengebieden. Door de slechte thermale conductiviteit van de bodem kunnen zelfs op deze plaatsen sporadische permafrostcondities voorkomen als de gemiddelde oppervlaktetemperatuur boven de 0°C ligt. 

## Bouwen op permafrost

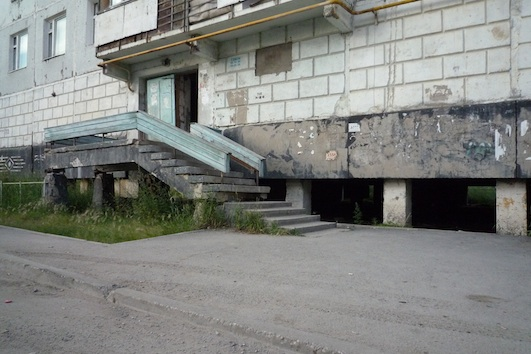
Woonflat in Jakoetsk (juli 2010)

Bouwen op permafrost is lastig doordat de warmte van een gebouw de laag zal doen smelten, waardoor het zal dreigen te verzakken. Hiervoor zijn dure oplossingen in gebruik:
- op houten palen bouwen;
- op een grindbed van 1,20 tot 1,60 meter dik bouwen;
- gebruikmaken van warmtegeleidende buizen met watervrij ammoniak.

Een bekende stad die is gebouwd op de permafrost is de Russische stad Jakoetsk in het noordoosten van Siberië met ruim 200.000 inwoners. De gemiddelde jaartemperatuur is er ongeveer -9. De permafrostlaag is volgens ter plaatse verkregen gegevens (het permafrostinstituut, juli 2010) ongeveer 300 meter dik. In de tijd van houten huizen bouwde men zo veel mogelijk op de hoogste plaatsen van het terrein, alwaar zich de minste werking van het ijs voordoet. Doordat bouwen op een jaarlijks smeltende en ontdooiende grond voor beweging van het gebouw zorgt zijn sommige houten huizen verzakt. Intussen is Jakoetsk een moderne stad met vrij hoge gebouwen, zoals flats tot 8 verdiepingen hoog en grote bankgebouwen. De fundering vindt als volgt plaats: in de bevroren grond worden gaten geboord waarin betonnen palen worden geplaatst, plusminus 4 meter in de permafrost. Daarboven bevindt zich dan de jaarlijks bevriezende en ontdooiende laag van ongeveer een meter. Pas één tot twee meter boven het maaiveld wordt de fundering van het gebouw gestort op de funderingspalen; anders gezegd: alle gebouwen staan op poten ongeveer twee meter boven de grond, waardoor 's winters de koude lucht vrij spel heeft over de bodem. Dat laatste is nodig om te voorkomen dat de permafrost onder de gebouwen gaat ontdooien.

## Gevolgen van de dooi
Meting van de diepte en uitbreiding van de permafrost zou een aanwijzing bij het bestuderen van het broeikaseffect kunnen zijn en in recente tijden (1999 en 2001) zijn records gevestigd voor het ontdooien van permafrost in het noorden van Canada, Alaska en Siberië. Nauwkeurige gegevens worden echter pas sinds circa 1970 verzameld, zodat nog geen definitieve conclusies getrokken kunnen worden. De kans dat de permafrost laag versneld zal ontdooien waardoor een grote hoeveelheid methaan uit het methaanhydraat in het ijs vrijkomt werd sedert 2015 door een groeiend aantal klimatologen, toen ook wel "de alarmisten" genoemd, vrij groot geacht. Intussen is de – nog toenemende – methaanuitstoot aangetoond. 
Er is echter wel bekend dat permafrost koolstof opslaat in de vorm van turf en methaan. Vooral als methaan vrij zou komen, zou dit het broeikaseffect versterken.

### Degradatie van de bodem
Een ander gevolg van de opwarming is de algemene degradatie van de oppervlakkige permafrost in de 21e eeuw. De temperatuurstijging leidt tot een mogelijk abrupte verandering in de draagkracht en de waterhuishouding van de bodem, met ingrijpende nadelige gevolgen voor de plaatselijke gemeenschappen, de ecosystemen en technische installaties. Zo zou de milieuramp van mei 2020 met de lekkende dieseltank in Norilsk het gevolg zijn geweest van het dooien van de permafrost, waardoor de tank zijn stevige ondergrond verloor.

### Permafrostkraters
De instorting van de permafrostbodems kan ook leiden tot een extreme vorm van thermokarst, de permafrostkrater: 
- op de schiereilanden Jamal en Gyda werden reusachtige permafrostkraters ontdekt
- de Batagaika-krater, die met de tijd nog wijder wordt.

### Prehistorische relicten
Door de dooi zijn ook de prehistorische karkassen vrijgekomen van de wolharige mammoet, wolharige neushoorn, holenbeer en het prehistorisch paard. Dat gaf wetenschappers toegang tot een biologische schat met niet alleen botten, maar ook vlees en bont, cellen en zelfs bloed uit de prehistorie. Er werd ook gepoogd sommige soorten weer tot leven te brengen. Het onderzoek is echter niet zonder gevaar: er zijn al – vooral voor rendieren dodelijke – uitbraken van miltvuur (anthrax) voorgekomen, en een ontsnapping van het pokkenvirus wordt niet uitgesloten. Sedert 2020 zijn in Siberië meermaals gespecialiseerde Russische biologisch en chemisch geschoolde militairen ingezet om verspreiding te voorkomen.